# Sign “☮” the Times
A Sign o' the Times (vagy Sign "☮" the Times) egy 1987-es Prince-album, az előadó kilencedik stúdióalbuma. Ez volt az első albuma azután, hogy feloszlatta a The Revolutiont és a Parade-et követi. A dalszövegek témája változó: a világ nyomasztó állapota, nemi identitás, party funk, nemi vágy, egy szeretett lecserélése, szellemi megvilágosodás. Duplalemezként adta ki a Paisley Park Records és a Warner Bros. Az album felvételeinek nagy része 1986 és 1987-ben történt, Prince Dream Factory, Crystall Ball, Camille albumaira, amelyeket végül elvetett. Sok stílusnak a keveréke, többek közt funk, soul, pszichedelikus pop, electro és rock.
Négy dalon, a "Housequake"-en, a "Strange Relationship"-en, a "U Got the Look"-on és az "If I Was Your Girlfriend"-en is fel vannak gyorsítva Prince vokáljai, amelyek a Camille, Prince alteregójának hangja.
Az albumról négy kislemez jelent meg, melyek között volt a "Sign o' the Times" és az "If I Was Your Girlfriend", illetve az albummal azonos című koncertfilm. Az album hatodik helyig jutott a Billboard 200-on és platina minősítést kapott az Amerikai Hanglemezgyártók Szövetségétől (RIAA) négy hónappal megjelenése után. A legjobb tíz pozíció egyikén volt Ausztriában, Franciaországban, Olaszországban, Új-Zélandon, Norvégiában, Svédországban, és az Egyesült Királyságban, illetve első volt Svájcban. Prince 2016-os halála után az album 20. helyet foglalta el a Billboard 200-on.
Annak ellenére, hogy nem volt annyira sikeres, mint a Purple Rain, a Sign o' the Times Prince legelismertebb munkája, 1987-ben az év albumának szavazta a Pazz & Jop és azóta minden idők egyik legjobb albumaként tekintenek rá, sokak szerint Prince legjobb munkája, jobb, mint a Purple Rain. Michaelangelo Matos a következőt azt írta róla a The Rolling Stone Album Guide-ban (2004), hogy "Prince legjobb, legteljesebb példája Prince művészetének, az 1980-as évek talán legjobb albuma." 2017-ben helyet kapott a Grammy Hall of Fame-ben és szerepel az 1001 lemez, amit hallanod kell, mielőtt meghalsz című könyvben.

## Háttér
A The Revolution feloszlatása előtt Prince két projekten dolgozott, a The Revolution Dream Factory albumán és a Camille szólóalbumon. Korábbi munkákkal ellentétben a Dream Factory-n énekelt Wendy & Lisa is. A Camille Prince alteregójának neve és a projekt nagy részében felgyorsított, nőies hangja hallható. Miután az együttes feloszlott, Prince mindkét albumból használt fel anyagot és létrehozta a triplalemezt, a Crystal Ball-t. A Warner Bros. nem támogatta a triplalemez ötletét, ezért Prince-nek ezt egy duplalemezzé kellett rövidítenie. Hét dalt távolított el a számlistáról és átformálta azt.

## Felvételek
Mint az 1980-as évek elejei albumai többségén, Prince gyakran használta a Linn LM-1 dobot. Több dalon is minimális hangszerhasználat található (pl. "If I Was Your Girlfriend"). Négy dalon, a "Housequake"-en, a "Strange Relationship"-en, a "U Got the Look"-on és az "If I Was Your Girlfriend"-en is fel vannak gyorsítva Prince vokáljai, amelyek a Camille, Prince alteregójának hangja.
Prince ismert volt, hogy sokszor a stúdió irányító szoba részében vette fel vokáljait. Alapesetben az énekesek "recording booth"-okban veszik fel hangjukat, amelyek el vannak különítve a irányító szobától egy zajálló ajtóval vagy ablakkal. Prince viszont szeretett egyedül lenni a felvételek közben, ezért általában megkérte Susan Rogers hangmérnököt, hogy hagyja el a szobát:
Általában feléig, háromnegyedéig jutottunk egy dalnak, felállítottunk neki egy mikrofont az irányító szobában. Megvoltak neki a bizonyos dalok és teljesen egyedül vette fel a vokálokat. Szerintem az volt az egyetlen út, hogy egy nagyon jó teljesítményt tudjon felmutatni.
Esetenként Prince Rogersnek háttal állva vette fel vokáljait. Prince egy fejhallgatóval követte a vokálokat, hogy a hangmérnöki hangszórókat ne érzékelje mikrofonja. Prince a Sennheiser 441 mikrofont használta karrierjének ezen szakaszában, amelyet Stevie Nicks ajánlott neki. Susann Rogers beszélt Prince munkájának gyorsaságáról is: "a dal úgy jött, mint egy tüsszentés, egy, aztán még egy, aztán még egy." A "The Ballad of Dorothy Parker" felvételei közben észrevett egy hibát az újonnan beszerelt felszerelésben, amely probléma végül megadta a különleges hangzását a dalnak.
Annak ellenére, hogy a Sign o' the Times nem annyira tiszta, mint korábbi munkálatai (egy kritikus azt mondta, olyan mintha kivett dalok lennének, "kivéve, hogy senki másnak a félretett dalai nem lennének ilyen erőteljesek, kemények és szabadak"). Prince elmondta, hogy ő és a kiadója több pénzt költött és több időt töltött ezzel az albummal, mint bármivel amit valaha csinált.
Az "I Could Never Take the Place of Your Man" 1979-ben volt felvéve, míg a "Strange Behaviour" munkálatai 1983-ban történtek. Prince utólag dolgozott mindkét dalon a Dream Factoryhez. Mikor a projektet elvetette, a "Strange Behaviour" át lett helyezve a Camillera. Az album további felvételei 1986 márciusa és decembere között történtek.

## Zene és szöveg
A Rolling Stone az albumot az 1980-as évek legnagyobb R&B albumaként jellemezte, a Sign o' the Times  sok stílusirányzatot tartalmaz. Többek között electro, funk, pszichedelikus pop, hard rock, gospel, blues és folkhoz közelítő soul. Jon Bream (Star Tribune) azt mondta az albumról, hogy az album az abszolút egyensúlya mindennek.
A témáját tekintve az album (MTV News, Hanif Abdurraqib) a túlélés politikáját figyeli meg. "Egy közelgő apokalipszis esetén táncolhatunk, lefeküdhetünk valakivel, akit szeretünk, vagy valakivel, akit nem szerettünk az este kezdete előtt. Játszhatunk az utcákon, fantáziálhatunk egy új világról. Miután lefektette a jelenlegi világot az albumon, Prince félretolja azt és a túlélés összes opcióját az asztalra helyezi és választás elé állít minket."

## Kiadás
Annak ellenére, hogy Prince egyik legjobb albumának van tekintve, nem teljesített jól. Nem turnézott vele az Egyesült Államokban és az Egyesült Királyságban, csak Európában. Ezek mellett egy olyan időszakban volt kiadva 1987-ben, amikor nagyon sok klasszikus album jelent meg, mint Michael Jackson Bad-je, George Michael Faith-e, Madonna Who's That Girl-je, a Def Leppard Hysteria-ja, és a U2 Joshua Tree-je. Hatodik helyre jutott a Billboard 200-on, illetve top 10-es lett Ausztriában, Franciaországban, Olaszországban, Új-Zélandon, Norvégiában, Svédországban és az Egyesült Királyságban, illetve első volt Svájcban. A "Sign o' the Times", a "U Got the Look" és az "I Could Never Take the Place of Your Man" kislemezek harmadik helyet, második, illetve tizedik helyet értek el a Billboard Hot 100-on. Prince 2016-os halála után az album 20. helyig jutott a Billboard 200-on.

### Remaster, Deluxe és Super Deluxe
Az albumot újra kiadták Remastered, Deluxe és Super Deluxe verziókként 2020. szeptember 25-én. A Super Deluxe verzió kilenc CD-ből és egy DVD-ből áll. Az 1,987 darabra limitált 7" Singles Box Set tartalmazza a négy kislemez újradolgozott verzióit, a két Warner promocionális kislemezt és egy korábban nem megjelent dalt, a "Witness 4 The Prosecution"-t.

## Az album dalai

### Eredeti album
Minden dal szerzője Prince, kivéve ahol ez máshogy van feltüntetve.
| 1. | Sign o' the Times                              | 5:02 |
| 2. | Play in the Sunshine                           | 5:05 |
| 3. | Housequake                                     | 4:38 |
| 4. | The Ballad of Dorothy Parker                   | 4:04 |
| 5. | It                                             | 5:10 |
| 6. | Starfish and Coffee (Susannah Melvoin, Prince) | 2:51 |
| 7. | Slow Love (Prince, Carole Davis)               | 4:18 |
| 8. | Hot Thing                                      | 5:39 |
| 9. | Forever in My Life                             | 3:38 |

| 1. | The Cross (extra vokál: Sheena Easton)                            | 4:46 |
| 2. | It's Gonna Be a Beautiful Night (Doctor Fink, Eric Leeds, Prince) | 8:59 |
| 3. | Adore                                                             | 6:29 |
| 4. | I Could Never Take the Place of Your Man                          | 6:31 |

### Remaster, Deluxe és Super Deluxe
| CD 1 / LP 1: Remastered | CD 1 / LP 1: Remastered      | CD 1 / LP 1: Remastered | CD 1 / LP 1: Remastered | CD 1 / LP 1: Remastered | CD 1 / LP 1: Remastered | CD 1 / LP 1: Remastered | CD 1 / LP 1: Remastered | CD 1 / LP 1: Remastered | CD 1 / LP 1: Remastered |
|                         | Cím                          | Hossz                   |                         |                         |                         |                         |                         |                         |                         |
| ----------------------- | ---------------------------- | ----------------------- | ----------------------- | ----------------------- | ----------------------- | ----------------------- | ----------------------- | ----------------------- | ----------------------- |
| 1.                      | Sign o' the Times            | 4:57                    |                         |                         |                         |                         |                         |                         |                         |
| 2.                      | Play in the Sunshine         | 5:06                    |                         |                         |                         |                         |                         |                         |                         |
| 3.                      | Housequake                   | 4:40                    |                         |                         |                         |                         |                         |                         |                         |
| 4.                      | The Ballad of Dorothy Parker | 4:03                    |                         |                         |                         |                         |                         |                         |                         |
| 5.                      | It                           | 5:10                    |                         |                         |                         |                         |                         |                         |                         |
| 6.                      | Starfish and Coffee          | 2:50                    |                         |                         |                         |                         |                         |                         |                         |
| 7.                      | Slow Love                    | 4:22                    |                         |                         |                         |                         |                         |                         |                         |
| 8.                      | Hot Thing                    | 5:39                    |                         |                         |                         |                         |                         |                         |                         |
| 9.                      | Forever in My Life           | 3:32                    |                         |                         |                         |                         |                         |                         |                         |
| 40:19                   |                              |                         |                         |                         |                         |                         |                         |                         |                         |

| CD 2 / LP 2: Remastered | CD 2 / LP 2: Remastered                  | CD 2 / LP 2: Remastered | CD 2 / LP 2: Remastered | CD 2 / LP 2: Remastered | CD 2 / LP 2: Remastered | CD 2 / LP 2: Remastered | CD 2 / LP 2: Remastered | CD 2 / LP 2: Remastered | CD 2 / LP 2: Remastered |
|                         | Cím                                      | Hossz                   |                         |                         |                         |                         |                         |                         |                         |
| ----------------------- | ---------------------------------------- | ----------------------- | ----------------------- | ----------------------- | ----------------------- | ----------------------- | ----------------------- | ----------------------- | ----------------------- |
| 1.                      | U Got the Look                           | 3:46                    |                         |                         |                         |                         |                         |                         |                         |
| 2.                      | If I Was Your Girlfriend                 | 5:04                    |                         |                         |                         |                         |                         |                         |                         |
| 3.                      | Strange Relationship                     | 4:01                    |                         |                         |                         |                         |                         |                         |                         |
| 4.                      | I Could Never Take the Place of Your Man | 6:29                    |                         |                         |                         |                         |                         |                         |                         |
| 5.                      | The Cross                                | 4:49                    |                         |                         |                         |                         |                         |                         |                         |
| 6.                      | It's Gonna Be a Beautiful Night          | 9:02                    |                         |                         |                         |                         |                         |                         |                         |
| 7.                      | Adore                                    | 6:35                    |                         |                         |                         |                         |                         |                         |                         |
| 39:46                   |                                          |                         |                         |                         |                         |                         |                         |                         |                         |

| CD 3 / LPs 3 & 4: Single Mixes & Edits Remastered | CD 3 / LPs 3 & 4: Single Mixes & Edits Remastered | CD 3 / LPs 3 & 4: Single Mixes & Edits Remastered | CD 3 / LPs 3 & 4: Single Mixes & Edits Remastered | CD 3 / LPs 3 & 4: Single Mixes & Edits Remastered | CD 3 / LPs 3 & 4: Single Mixes & Edits Remastered | CD 3 / LPs 3 & 4: Single Mixes & Edits Remastered | CD 3 / LPs 3 & 4: Single Mixes & Edits Remastered | CD 3 / LPs 3 & 4: Single Mixes & Edits Remastered | CD 3 / LPs 3 & 4: Single Mixes & Edits Remastered |
|                                                   | Cím                                               | Hossz                                             |                                                   |                                                   |                                                   |                                                   |                                                   |                                                   |                                                   |
| ------------------------------------------------- | ------------------------------------------------- | ------------------------------------------------- | ------------------------------------------------- | ------------------------------------------------- | ------------------------------------------------- | ------------------------------------------------- | ------------------------------------------------- | ------------------------------------------------- | ------------------------------------------------- |
| 1.                                                | Sign o' the Times (Edit)                          | 3:41                                              |                                                   |                                                   |                                                   |                                                   |                                                   |                                                   |                                                   |
| 2.                                                | La, La, La, He, He, Hee (Edit)                    | 3:22                                              |                                                   |                                                   |                                                   |                                                   |                                                   |                                                   |                                                   |
| 3.                                                | La, La, La, He, He, Hee (Highly Explosive)        | 10:47                                             |                                                   |                                                   |                                                   |                                                   |                                                   |                                                   |                                                   |
| 4.                                                | If I Was Your Girlfriend (Edit)                   | 3:47                                              |                                                   |                                                   |                                                   |                                                   |                                                   |                                                   |                                                   |
| 5.                                                | Shockadelica                                      | 3:31                                              |                                                   |                                                   |                                                   |                                                   |                                                   |                                                   |                                                   |
| 6.                                                | Shockadelica (12" Long Version)                   | 6:13                                              |                                                   |                                                   |                                                   |                                                   |                                                   |                                                   |                                                   |
| 7.                                                | U Got the Look (Long Look)                        | 6:41                                              |                                                   |                                                   |                                                   |                                                   |                                                   |                                                   |                                                   |
| 8.                                                | Housequake (Edit)                                 | 3:22                                              |                                                   |                                                   |                                                   |                                                   |                                                   |                                                   |                                                   |
| 9.                                                | Housequake (7 Minutes MoQuake)                    | 7:12                                              |                                                   |                                                   |                                                   |                                                   |                                                   |                                                   |                                                   |
| 10.                                               | I Could Never Take the Place of Your Man (Fade)   | 3:39                                              |                                                   |                                                   |                                                   |                                                   |                                                   |                                                   |                                                   |
| 11.                                               | Hot Thing (Edit)                                  | 3:41                                              |                                                   |                                                   |                                                   |                                                   |                                                   |                                                   |                                                   |
| 12.                                               | Hot Thing (Extended Remix)                        | 8:32                                              |                                                   |                                                   |                                                   |                                                   |                                                   |                                                   |                                                   |
| 13.                                               | Hot Thing (Dub Version)                           | 6:53                                              |                                                   |                                                   |                                                   |                                                   |                                                   |                                                   |                                                   |
| 71:21                                             |                                                   |                                                   |                                                   |                                                   |                                                   |                                                   |                                                   |                                                   |                                                   |

| CD 4 / LPs 5 & 6: Vault Tracks I (Korábban nem megjelent dalok) | CD 4 / LPs 5 & 6: Vault Tracks I (Korábban nem megjelent dalok) | CD 4 / LPs 5 & 6: Vault Tracks I (Korábban nem megjelent dalok) | CD 4 / LPs 5 & 6: Vault Tracks I (Korábban nem megjelent dalok) | CD 4 / LPs 5 & 6: Vault Tracks I (Korábban nem megjelent dalok) | CD 4 / LPs 5 & 6: Vault Tracks I (Korábban nem megjelent dalok) | CD 4 / LPs 5 & 6: Vault Tracks I (Korábban nem megjelent dalok) | CD 4 / LPs 5 & 6: Vault Tracks I (Korábban nem megjelent dalok) | CD 4 / LPs 5 & 6: Vault Tracks I (Korábban nem megjelent dalok) | CD 4 / LPs 5 & 6: Vault Tracks I (Korábban nem megjelent dalok) |
|                                                                 | Cím                                                             | Hossz                                                           |                                                                 |                                                                 |                                                                 |                                                                 |                                                                 |                                                                 |                                                                 |
| --------------------------------------------------------------- | --------------------------------------------------------------- | --------------------------------------------------------------- | --------------------------------------------------------------- | --------------------------------------------------------------- | --------------------------------------------------------------- | --------------------------------------------------------------- | --------------------------------------------------------------- | --------------------------------------------------------------- | --------------------------------------------------------------- |
| 1.                                                              | I Could Never Take the Place of Your Man (1979 Version)         | 3:13                                                            |                                                                 |                                                                 |                                                                 |                                                                 |                                                                 |                                                                 |                                                                 |
| 2.                                                              | Teacher, Teacher (1985 version)                                 | 3:08                                                            |                                                                 |                                                                 |                                                                 |                                                                 |                                                                 |                                                                 |                                                                 |
| 3.                                                              | All My Dreams                                                   | 7:24                                                            |                                                                 |                                                                 |                                                                 |                                                                 |                                                                 |                                                                 |                                                                 |
| 4.                                                              | Can I Play with U? (Miles Davisszel)                            | 6:40                                                            |                                                                 |                                                                 |                                                                 |                                                                 |                                                                 |                                                                 |                                                                 |
| 5.                                                              | Wonderful Day (Original Version)                                | 3:48                                                            |                                                                 |                                                                 |                                                                 |                                                                 |                                                                 |                                                                 |                                                                 |
| 6.                                                              | Strange Relationship (Original Version)                         | 6:42                                                            |                                                                 |                                                                 |                                                                 |                                                                 |                                                                 |                                                                 |                                                                 |
| 7.                                                              | Visions                                                         | 2:19                                                            |                                                                 |                                                                 |                                                                 |                                                                 |                                                                 |                                                                 |                                                                 |
| 8.                                                              | The Ballad of Dorothy Parker (with Horns)                       | 4:56                                                            |                                                                 |                                                                 |                                                                 |                                                                 |                                                                 |                                                                 |                                                                 |
| 9.                                                              | Witness 4 the Prosecution (Version 1)                           | 4:00                                                            |                                                                 |                                                                 |                                                                 |                                                                 |                                                                 |                                                                 |                                                                 |
| 10.                                                             | Power Fantastic (Live in Studio)                                | 7:18                                                            |                                                                 |                                                                 |                                                                 |                                                                 |                                                                 |                                                                 |                                                                 |
| 11.                                                             | And That Says What?                                             | 1:50                                                            |                                                                 |                                                                 |                                                                 |                                                                 |                                                                 |                                                                 |                                                                 |
| 12.                                                             | Love and Sex                                                    | 4:12                                                            |                                                                 |                                                                 |                                                                 |                                                                 |                                                                 |                                                                 |                                                                 |
| 13.                                                             | A Place in Heaven (Prince Vocal)                                | 2:58                                                            |                                                                 |                                                                 |                                                                 |                                                                 |                                                                 |                                                                 |                                                                 |
| 14.                                                             | Colors                                                          | 1:01                                                            |                                                                 |                                                                 |                                                                 |                                                                 |                                                                 |                                                                 |                                                                 |
| 15.                                                             | Crystal Ball (7" mix)                                           | 3:30                                                            |                                                                 |                                                                 |                                                                 |                                                                 |                                                                 |                                                                 |                                                                 |
| 16.                                                             | Big Tall Wall (Version 1)                                       | 5:59                                                            |                                                                 |                                                                 |                                                                 |                                                                 |                                                                 |                                                                 |                                                                 |
| 17.                                                             | Nevaeh ni Ecalp A                                               | 2:33                                                            |                                                                 |                                                                 |                                                                 |                                                                 |                                                                 |                                                                 |                                                                 |
| 18.                                                             | In a Large Room with No Light                                   | 3:28                                                            |                                                                 |                                                                 |                                                                 |                                                                 |                                                                 |                                                                 |                                                                 |
| 74:59                                                           |                                                                 |                                                                 |                                                                 |                                                                 |                                                                 |                                                                 |                                                                 |                                                                 |                                                                 |

| CD 5 / LPs 7 & 8: Vault Tracks II (Korábban nem megjelent dalok) | CD 5 / LPs 7 & 8: Vault Tracks II (Korábban nem megjelent dalok) | CD 5 / LPs 7 & 8: Vault Tracks II (Korábban nem megjelent dalok) | CD 5 / LPs 7 & 8: Vault Tracks II (Korábban nem megjelent dalok) | CD 5 / LPs 7 & 8: Vault Tracks II (Korábban nem megjelent dalok) | CD 5 / LPs 7 & 8: Vault Tracks II (Korábban nem megjelent dalok) | CD 5 / LPs 7 & 8: Vault Tracks II (Korábban nem megjelent dalok) | CD 5 / LPs 7 & 8: Vault Tracks II (Korábban nem megjelent dalok) | CD 5 / LPs 7 & 8: Vault Tracks II (Korábban nem megjelent dalok) | CD 5 / LPs 7 & 8: Vault Tracks II (Korábban nem megjelent dalok) |
|                                                                  | Cím                                                              | Hossz                                                            |                                                                  |                                                                  |                                                                  |                                                                  |                                                                  |                                                                  |                                                                  |
| ---------------------------------------------------------------- | ---------------------------------------------------------------- | ---------------------------------------------------------------- | ---------------------------------------------------------------- | ---------------------------------------------------------------- | ---------------------------------------------------------------- | ---------------------------------------------------------------- | ---------------------------------------------------------------- | ---------------------------------------------------------------- | ---------------------------------------------------------------- |
| 1.                                                               | Train                                                            | 4:22                                                             |                                                                  |                                                                  |                                                                  |                                                                  |                                                                  |                                                                  |                                                                  |
| 2.                                                               | It Ain't Over 'Til the Fat Lady Sings                            | 2:22                                                             |                                                                  |                                                                  |                                                                  |                                                                  |                                                                  |                                                                  |                                                                  |
| 3.                                                               | Eggplant (Original Prince Vocal)                                 | 5:19                                                             |                                                                  |                                                                  |                                                                  |                                                                  |                                                                  |                                                                  |                                                                  |
| 4.                                                               | Everybody Want What They Don't Got                               | 2:09                                                             |                                                                  |                                                                  |                                                                  |                                                                  |                                                                  |                                                                  |                                                                  |
| 5.                                                               | Blanche                                                          | 5:37                                                             |                                                                  |                                                                  |                                                                  |                                                                  |                                                                  |                                                                  |                                                                  |
| 6.                                                               | Soul Psychodelicide (1986 Master)                                | 12:37                                                            |                                                                  |                                                                  |                                                                  |                                                                  |                                                                  |                                                                  |                                                                  |
| 7.                                                               | The Ball                                                         | 4:34                                                             |                                                                  |                                                                  |                                                                  |                                                                  |                                                                  |                                                                  |                                                                  |
| 8.                                                               | Adonis and Bathsheba                                             | 5:28                                                             |                                                                  |                                                                  |                                                                  |                                                                  |                                                                  |                                                                  |                                                                  |
| 9.                                                               | Forever in My Life (Early Vocal Run-Through)                     | 6:25                                                             |                                                                  |                                                                  |                                                                  |                                                                  |                                                                  |                                                                  |                                                                  |
| 10.                                                              | Crucial (Alternate Lyrics)                                       | 6:15                                                             |                                                                  |                                                                  |                                                                  |                                                                  |                                                                  |                                                                  |                                                                  |
| 11.                                                              | The Cocoa Boys                                                   | 6:06                                                             |                                                                  |                                                                  |                                                                  |                                                                  |                                                                  |                                                                  |                                                                  |
| 12.                                                              | When the Dawn of the Morning Comes                               | 6:17                                                             |                                                                  |                                                                  |                                                                  |                                                                  |                                                                  |                                                                  |                                                                  |
| 13.                                                              | Witness 4 the Prosecution (Version 2)                            | 5:03                                                             |                                                                  |                                                                  |                                                                  |                                                                  |                                                                  |                                                                  |                                                                  |
| 14.                                                              | It Be’s Like That Sometimes                                      | 3:19                                                             |                                                                  |                                                                  |                                                                  |                                                                  |                                                                  |                                                                  |                                                                  |
| 75:53                                                            |                                                                  |                                                                  |                                                                  |                                                                  |                                                                  |                                                                  |                                                                  |                                                                  |                                                                  |

| CD 6 / LPs 9 & 10: Vault Tracks III (Korábban nem megjelent dalok) | CD 6 / LPs 9 & 10: Vault Tracks III (Korábban nem megjelent dalok) | CD 6 / LPs 9 & 10: Vault Tracks III (Korábban nem megjelent dalok) | CD 6 / LPs 9 & 10: Vault Tracks III (Korábban nem megjelent dalok) | CD 6 / LPs 9 & 10: Vault Tracks III (Korábban nem megjelent dalok) | CD 6 / LPs 9 & 10: Vault Tracks III (Korábban nem megjelent dalok) | CD 6 / LPs 9 & 10: Vault Tracks III (Korábban nem megjelent dalok) | CD 6 / LPs 9 & 10: Vault Tracks III (Korábban nem megjelent dalok) | CD 6 / LPs 9 & 10: Vault Tracks III (Korábban nem megjelent dalok) | CD 6 / LPs 9 & 10: Vault Tracks III (Korábban nem megjelent dalok) |
|                                                                    | Cím                                                                | Hossz                                                              |                                                                    |                                                                    |                                                                    |                                                                    |                                                                    |                                                                    |                                                                    |
| ------------------------------------------------------------------ | ------------------------------------------------------------------ | ------------------------------------------------------------------ | ------------------------------------------------------------------ | ------------------------------------------------------------------ | ------------------------------------------------------------------ | ------------------------------------------------------------------ | ------------------------------------------------------------------ | ------------------------------------------------------------------ | ------------------------------------------------------------------ |
| 1.                                                                 | Emotional Pump                                                     | 4:59                                                               |                                                                    |                                                                    |                                                                    |                                                                    |                                                                    |                                                                    |                                                                    |
| 2.                                                                 | Rebirth of the Flesh (Original Outro)                              | 5:28                                                               |                                                                    |                                                                    |                                                                    |                                                                    |                                                                    |                                                                    |                                                                    |
| 3.                                                                 | Cosmic Day                                                         | 5:39                                                               |                                                                    |                                                                    |                                                                    |                                                                    |                                                                    |                                                                    |                                                                    |
| 4.                                                                 | Walkin' in Glory                                                   | 5:14                                                               |                                                                    |                                                                    |                                                                    |                                                                    |                                                                    |                                                                    |                                                                    |
| 5.                                                                 | Wally                                                              | 4:45                                                               |                                                                    |                                                                    |                                                                    |                                                                    |                                                                    |                                                                    |                                                                    |
| 6.                                                                 | I Need a Man                                                       | 5:33                                                               |                                                                    |                                                                    |                                                                    |                                                                    |                                                                    |                                                                    |                                                                    |
| 7.                                                                 | Promise to Be True                                                 | 3:38                                                               |                                                                    |                                                                    |                                                                    |                                                                    |                                                                    |                                                                    |                                                                    |
| 8.                                                                 | Jealous Girl (Version 2)                                           | 4:52                                                               |                                                                    |                                                                    |                                                                    |                                                                    |                                                                    |                                                                    |                                                                    |
| 9.                                                                 | There's Something I Like About Being Your Fool                     | 3:49                                                               |                                                                    |                                                                    |                                                                    |                                                                    |                                                                    |                                                                    |                                                                    |
| 10.                                                                | Big Tall Wall (Version 2)                                          | 5:46                                                               |                                                                    |                                                                    |                                                                    |                                                                    |                                                                    |                                                                    |                                                                    |
| 11.                                                                | A Place in Heaven (Lisa Vocal)                                     | 2:46                                                               |                                                                    |                                                                    |                                                                    |                                                                    |                                                                    |                                                                    |                                                                    |
| 12.                                                                | Wonderful Day (12" Mix)                                            | 7:34                                                               |                                                                    |                                                                    |                                                                    |                                                                    |                                                                    |                                                                    |                                                                    |
| 13.                                                                | Strange Relationship (1987 Shep Pettibone Club Mix)                | 7:08                                                               |                                                                    |                                                                    |                                                                    |                                                                    |                                                                    |                                                                    |                                                                    |
| 67:11                                                              |                                                                    |                                                                    |                                                                    |                                                                    |                                                                    |                                                                    |                                                                    |                                                                    |                                                                    |

| CDs 7 & 8 / LPs 11-13: Live in Utrecht 6/20/87 (Korábban nem megjelent dalok) | CDs 7 & 8 / LPs 11-13: Live in Utrecht 6/20/87 (Korábban nem megjelent dalok) | CDs 7 & 8 / LPs 11-13: Live in Utrecht 6/20/87 (Korábban nem megjelent dalok) | CDs 7 & 8 / LPs 11-13: Live in Utrecht 6/20/87 (Korábban nem megjelent dalok) | CDs 7 & 8 / LPs 11-13: Live in Utrecht 6/20/87 (Korábban nem megjelent dalok) | CDs 7 & 8 / LPs 11-13: Live in Utrecht 6/20/87 (Korábban nem megjelent dalok) | CDs 7 & 8 / LPs 11-13: Live in Utrecht 6/20/87 (Korábban nem megjelent dalok) | CDs 7 & 8 / LPs 11-13: Live in Utrecht 6/20/87 (Korábban nem megjelent dalok) | CDs 7 & 8 / LPs 11-13: Live in Utrecht 6/20/87 (Korábban nem megjelent dalok) | CDs 7 & 8 / LPs 11-13: Live in Utrecht 6/20/87 (Korábban nem megjelent dalok) |
|                                                                               | Cím                                                                           | Hossz                                                                         |                                                                               |                                                                               |                                                                               |                                                                               |                                                                               |                                                                               |                                                                               |
| ----------------------------------------------------------------------------- | ----------------------------------------------------------------------------- | ----------------------------------------------------------------------------- | ----------------------------------------------------------------------------- | ----------------------------------------------------------------------------- | ----------------------------------------------------------------------------- | ----------------------------------------------------------------------------- | ----------------------------------------------------------------------------- | ----------------------------------------------------------------------------- | ----------------------------------------------------------------------------- |
| 1.                                                                            | Sign o' the Times                                                             | 5:36                                                                          |                                                                               |                                                                               |                                                                               |                                                                               |                                                                               |                                                                               |                                                                               |
| 2.                                                                            | Play in the Sunshine                                                          | 4:36                                                                          |                                                                               |                                                                               |                                                                               |                                                                               |                                                                               |                                                                               |                                                                               |
| 3.                                                                            | Little Red Corvette                                                           | 1:36                                                                          |                                                                               |                                                                               |                                                                               |                                                                               |                                                                               |                                                                               |                                                                               |
| 4.                                                                            | Housequake                                                                    | 4:52                                                                          |                                                                               |                                                                               |                                                                               |                                                                               |                                                                               |                                                                               |                                                                               |
| 5.                                                                            | Girls & Boys                                                                  | 4:17                                                                          |                                                                               |                                                                               |                                                                               |                                                                               |                                                                               |                                                                               |                                                                               |
| 6.                                                                            | Slow Love                                                                     | 5:06                                                                          |                                                                               |                                                                               |                                                                               |                                                                               |                                                                               |                                                                               |                                                                               |
| 7.                                                                            | Take the "A" Train / Pacemaker / I Could Never Take the Place of Your Man     | 10:17                                                                         |                                                                               |                                                                               |                                                                               |                                                                               |                                                                               |                                                                               |                                                                               |
| 8.                                                                            | Hot Thing                                                                     | 6:15                                                                          |                                                                               |                                                                               |                                                                               |                                                                               |                                                                               |                                                                               |                                                                               |
| 9.                                                                            | Four ((Sheila E. dobszólójával))                                              | 6:12                                                                          |                                                                               |                                                                               |                                                                               |                                                                               |                                                                               |                                                                               |                                                                               |
| 10.                                                                           | If I Was Your Girlfriend                                                      | 5:17                                                                          |                                                                               |                                                                               |                                                                               |                                                                               |                                                                               |                                                                               |                                                                               |
| 11.                                                                           | Let's Go Crazy                                                                | 6:10                                                                          |                                                                               |                                                                               |                                                                               |                                                                               |                                                                               |                                                                               |                                                                               |
| 12.                                                                           | When Doves Cry                                                                | 2:46                                                                          |                                                                               |                                                                               |                                                                               |                                                                               |                                                                               |                                                                               |                                                                               |
| 13.                                                                           | Purple Rain                                                                   | 5:40                                                                          |                                                                               |                                                                               |                                                                               |                                                                               |                                                                               |                                                                               |                                                                               |
| 14.                                                                           | 1999                                                                          | 5:54                                                                          |                                                                               |                                                                               |                                                                               |                                                                               |                                                                               |                                                                               |                                                                               |
| 15.                                                                           | Forever in My Life                                                            | 13:12                                                                         |                                                                               |                                                                               |                                                                               |                                                                               |                                                                               |                                                                               |                                                                               |
| 16.                                                                           | Kiss                                                                          | 3:33                                                                          |                                                                               |                                                                               |                                                                               |                                                                               |                                                                               |                                                                               |                                                                               |
| 17.                                                                           | The Cross                                                                     | 7:44                                                                          |                                                                               |                                                                               |                                                                               |                                                                               |                                                                               |                                                                               |                                                                               |
| 18.                                                                           | It's Gonna Be a Beautiful Night                                               | 13:55                                                                         |                                                                               |                                                                               |                                                                               |                                                                               |                                                                               |                                                                               |                                                                               |
| 112:58                                                                        |                                                                               |                                                                               |                                                                               |                                                                               |                                                                               |                                                                               |                                                                               |                                                                               |                                                                               |

| DVD: Live at Paisley Park 12/31/87 (Korábban nem megjelent koncertfelvételek) | DVD: Live at Paisley Park 12/31/87 (Korábban nem megjelent koncertfelvételek) | DVD: Live at Paisley Park 12/31/87 (Korábban nem megjelent koncertfelvételek) | DVD: Live at Paisley Park 12/31/87 (Korábban nem megjelent koncertfelvételek) | DVD: Live at Paisley Park 12/31/87 (Korábban nem megjelent koncertfelvételek) | DVD: Live at Paisley Park 12/31/87 (Korábban nem megjelent koncertfelvételek) | DVD: Live at Paisley Park 12/31/87 (Korábban nem megjelent koncertfelvételek) | DVD: Live at Paisley Park 12/31/87 (Korábban nem megjelent koncertfelvételek) | DVD: Live at Paisley Park 12/31/87 (Korábban nem megjelent koncertfelvételek) | DVD: Live at Paisley Park 12/31/87 (Korábban nem megjelent koncertfelvételek) |
|                                                                               | Cím                                                                           | Hossz                                                                         |                                                                               |                                                                               |                                                                               |                                                                               |                                                                               |                                                                               |                                                                               |
| ----------------------------------------------------------------------------- | ----------------------------------------------------------------------------- | ----------------------------------------------------------------------------- | ----------------------------------------------------------------------------- | ----------------------------------------------------------------------------- | ----------------------------------------------------------------------------- | ----------------------------------------------------------------------------- | ----------------------------------------------------------------------------- | ----------------------------------------------------------------------------- | ----------------------------------------------------------------------------- |
| 1.                                                                            | Intro                                                                         | 0:29                                                                          |                                                                               |                                                                               |                                                                               |                                                                               |                                                                               |                                                                               |                                                                               |
| 2.                                                                            | Sign o' the Times                                                             | 5:11                                                                          |                                                                               |                                                                               |                                                                               |                                                                               |                                                                               |                                                                               |                                                                               |
| 3.                                                                            | Play in the Sunshine                                                          | 4:22                                                                          |                                                                               |                                                                               |                                                                               |                                                                               |                                                                               |                                                                               |                                                                               |
| 4.                                                                            | Little Red Corvette                                                           | 1:38                                                                          |                                                                               |                                                                               |                                                                               |                                                                               |                                                                               |                                                                               |                                                                               |
| 5.                                                                            | Erotic City                                                                   | 3:06                                                                          |                                                                               |                                                                               |                                                                               |                                                                               |                                                                               |                                                                               |                                                                               |
| 6.                                                                            | Housequake                                                                    | 4:08                                                                          |                                                                               |                                                                               |                                                                               |                                                                               |                                                                               |                                                                               |                                                                               |
| 7.                                                                            | Slow Love                                                                     | 0:59                                                                          |                                                                               |                                                                               |                                                                               |                                                                               |                                                                               |                                                                               |                                                                               |
| 8.                                                                            | Do Me, Baby                                                                   | 2:00                                                                          |                                                                               |                                                                               |                                                                               |                                                                               |                                                                               |                                                                               |                                                                               |
| 9.                                                                            | Adore                                                                         | 6:46                                                                          |                                                                               |                                                                               |                                                                               |                                                                               |                                                                               |                                                                               |                                                                               |
| 10.                                                                           | I Could Never Take the Place of Your Man                                      | 7:41                                                                          |                                                                               |                                                                               |                                                                               |                                                                               |                                                                               |                                                                               |                                                                               |
| 11.                                                                           | What's Your Name Jam                                                          | 5:31                                                                          |                                                                               |                                                                               |                                                                               |                                                                               |                                                                               |                                                                               |                                                                               |
| 12.                                                                           | Let's Pretend We're Married                                                   | 0:52                                                                          |                                                                               |                                                                               |                                                                               |                                                                               |                                                                               |                                                                               |                                                                               |
| 13.                                                                           | Delirious                                                                     | 1:10                                                                          |                                                                               |                                                                               |                                                                               |                                                                               |                                                                               |                                                                               |                                                                               |
| 14.                                                                           | Jack U Off                                                                    | 1:43                                                                          |                                                                               |                                                                               |                                                                               |                                                                               |                                                                               |                                                                               |                                                                               |
| 15.                                                                           | Drum Solo (Sheila E.-vel)                                                     | 4:02                                                                          |                                                                               |                                                                               |                                                                               |                                                                               |                                                                               |                                                                               |                                                                               |
| 16.                                                                           | Twelve                                                                        | 1:46                                                                          |                                                                               |                                                                               |                                                                               |                                                                               |                                                                               |                                                                               |                                                                               |
| 17.                                                                           | Hot Thing                                                                     | 4:55                                                                          |                                                                               |                                                                               |                                                                               |                                                                               |                                                                               |                                                                               |                                                                               |
| 18.                                                                           | If I Was Your Girlfriend                                                      | 6:56                                                                          |                                                                               |                                                                               |                                                                               |                                                                               |                                                                               |                                                                               |                                                                               |
| 19.                                                                           | Let's Go Crazy                                                                | 6:51                                                                          |                                                                               |                                                                               |                                                                               |                                                                               |                                                                               |                                                                               |                                                                               |
| 20.                                                                           | When Doves Cry                                                                | 2:44                                                                          |                                                                               |                                                                               |                                                                               |                                                                               |                                                                               |                                                                               |                                                                               |
| 21.                                                                           | Purple Rain                                                                   | 14:10                                                                         |                                                                               |                                                                               |                                                                               |                                                                               |                                                                               |                                                                               |                                                                               |
| 22.                                                                           | 1999                                                                          | 3:14                                                                          |                                                                               |                                                                               |                                                                               |                                                                               |                                                                               |                                                                               |                                                                               |
| 23.                                                                           | U Got the Look                                                                | 8:05                                                                          |                                                                               |                                                                               |                                                                               |                                                                               |                                                                               |                                                                               |                                                                               |
| 24.                                                                           | It's Gonna Be a Beautiful Night Medley (Miles Davisszel)                      | 34:08                                                                         |                                                                               |                                                                               |                                                                               |                                                                               |                                                                               |                                                                               |                                                                               |
| 25.                                                                           | U Got the Look (Original Promotional Video)                                   | 3:43                                                                          |                                                                               |                                                                               |                                                                               |                                                                               |                                                                               |                                                                               |                                                                               |
| 26.                                                                           | Sign o' the Times (Original Promotional Video)                                | 5:30                                                                          |                                                                               |                                                                               |                                                                               |                                                                               |                                                                               |                                                                               |                                                                               |
| 27.                                                                           | I Could Never Take the Place of Your Man (Original Promotional Video)         | 4:02                                                                          |                                                                               |                                                                               |                                                                               |                                                                               |                                                                               |                                                                               |                                                                               |
| 145:57                                                                        |                                                                               |                                                                               |                                                                               |                                                                               |                                                                               |                                                                               |                                                                               |                                                                               |                                                                               |

## Közreműködők
- Susannah Melvoin – háttérvokál  (Sign o' the Times, Starfish and Coffee); vokál (It's Gonna Be a Beautiful Night)
- Eric Leeds – szaxofon
- Atlanta Bliss – trombita
- Sheena Easton – vokál (U Got the Look)
- Sheila E. – dob, ütősök (U Got the Look), dob és "Transmississippirap" (It's Gonna Be A Beautiful Night)
- Clare Fischer – húros hangszerelés (Slow Love)
- Wendy Melvoin – gitár, háttérvokál (Slow Love); csörgődob & konga (Strange Relationship)
- Lisa Coleman – háttérvokál (Slow Love); szitár & fuvola (Strange Relationship)
- Miko Weaver – gitár (It's Gonna Be a Beautiful Night)
- Jill Jones – vokál (It's Gonna Be a Beautiful Night)
- The Revolution – (It's Gonna Be a Beautiful Night)
- Gilbert Davison, Todd Hermann, Coke Johnson, Brad Marsh, Mike Soltys, Susan Rogers és "the Penguin" – party hangok (Housequake)
- Greg Brooks, Wally Safford, Jerome Benton és "6000 wonderful Parisians" – háttérvokál (It's Gonna Be a Beautiful Night)
- Susan Rogers – hangmérnök
- Prince – ének, többi hangszer

## Kislemezek
| Kislemez                                   | B-oldal                   | Slágerlisták – kislemez | Slágerlisták – kislemez | Slágerlisták – kislemez | Slágerlisták – B-oldal | Slágerlisták – B-oldal | Slágerlisták – B-oldal |
| Kislemez                                   | B-oldal                   | US                      | US R&B                  | UK                      | US                     | US R&B                 | UK                     |
| ------------------------------------------ | ------------------------- | ----------------------- | ----------------------- | ----------------------- | ---------------------- | ---------------------- | ---------------------- |
| "Sign o' the Times"                        | "La, La, La, He, He, Hee" | 3                       | 1                       | 10                      | –                      | –                      | –                      |
| "If I Was Your Girlfriend"                 | "Shockadelica"            | 67                      | 12                      | 20                      | –                      | –                      | –                      |
| "U Got the Look"                           | "Housequake"              | 2                       | 11                      | 11                      | –                      | –                      | –                      |
| "I Could Never Take the Place of Your Man" | "Hot Thing"               | 10                      | 14                      | 29                      | 63                     | 14                     | –                      |

## Slágerlisták
| Slágerlista (1987)                     | Legmagasabb pozíció |
| -------------------------------------- | ------------------- |
| Ausztrál Albumok (Kent Music Report)   | 20                  |
| Francia Albumok (SNEP)                 | 4                   |
| Holland Albumok (Dutch Charts)         | 2                   |
| Japán Albumok (Oricon LPs Chart)       | 13                  |
| Kanadai Albumok (RPM)                  | 25                  |
| Norvég Albumok                         | 3                   |
| Nyugatnémet Albumok (Media Control)    | 11                  |
| Olasz Albumok                          | 4                   |
| Osztrák Albumok                        | 2                   |
| Svájci Albumok                         | 1                   |
| Svéd Albumok                           |                     |
| UK Albums Chart                        | 4                   |
| US Billboard 200                       | 6                   |
| US Billboard R&B Albums                | 4                   |
| Új-Zéland-i Albumok                    | 6                   |
| Slágerlista (2016)                     | Legmagasabb pozíció |
| Olasz Albumok                          | 71                  |
| US Billboard 200                       | 20                  |
| Slágerlista (2020)                     | Legmagasabb pozíció |
| Belga Albumok (Ultratop Flanders)      | 2                   |
| Belga Albumok (Ultratop Wallonia)      | 10                  |
| Dán Albumok (Hitlisten)                | 35                  |
| Finn Albumok (Suomen virallinen lista) | 48                  |
| Holland Albumok (Album Top 100)        | 2                   |
| Ír Albumok (OCC)                       | 9                   |
| Magyar Albumok (MAHASZ)                | 4                   |
| Német Albumok (Offizielle Top 100)     | 3                   |
| Norvég Albumok (VG-lista)              | 21                  |
| Portugál Albumok (AFP)                 | 18                  |
| Spanyol Albumok (PROMUSICAE)           | 16                  |
| Svájci Albumok (Schweizer Hitparade)   | 3                   |
| UK Albums (OCC)                        | 7                   |
| US Billboard 200                       | 20                  |

| Slágerlista (1987)                   | Pozíció |
| ------------------------------------ | ------- |
| Ausztrál Albumok (Kent Music Report) | 98      |
| Francia Albumok (SNEP)               | 24      |
| Holland Albumok (Album Top 100)      | 6       |
| Olasz Albumok                        | 9       |
| Svájci Albumok (Schweizer Hitparade) | 6       |
| UK Albums (OCC)                      | 79      |
| US Billboard Pop Albumok             | 47      |

## Minősítések
| Régió                    | Minősítés | Példányszáb | For.   |
| ------------------------ | --------- | ----------- | ------ |
| Ausztrália (ARIA)        | Arany     | 35,000      | [ 55 ] |
| Egyesült Államok (RIAA)  | Platina   | 1,000,000   | [ 56 ] |
| Egyesült Királyság (BPI) | Platina   | 300,000     |        |
| Franciaország (SNEP)     | 2× Arany  | 280,500     | [ 57 ] |
| Hollandia (NVPI)         | Platina   | 100,000     | [ 58 ] |
| Németország (BVMI)       | Arany     | 250,000     | [ 59 ] |
| Olaszország              | —         | 70,000      | [ 60 ] |
| Svájc (IFPI Switzerland) | Arany     | 25,000      | [ 61 ] |
| Új-Zéland (RMNZ)         | Arany     | 7,500       | [ 62 ] |